# Madonna col Bambino (Bastiani)
Madonna col Bambino è un dipinto di Lazzaro Bastiani. Eseguito probabilmente negli anni ottanta del quattrocento, è conservato nella National Gallery di Londra.

## Descrizione
Il dipinto, in non buone condizioni di conservazione, è caratterizzato dalla presenza di un cardellino, simbolo della Passione di Cristo, legato a una corda, e dal completo abbigliamento del Bambino, il che potrebbe suggerire che fosse destinato a uso votivo di suore.